# Аганіно (Бабаєвський район, Борисовське сільське поселення)
Аганіно — сільце в Бабаєвському районі Вологодської області.
Входить до складу Борисовського сільського поселення (з 1 січня 2006 року по 13 квітня 2009 року входила в Новостаринське сільське поселення). 
Відстань по автодорозі до районного центру Бабаєво — 76 км, до центру муніципального утворення села Борисово-Судське по прямій — 9 км. Найближчі населені пункти — с.Назарово, с.Нова, с.Стан. Станом на 2002 рік проживало 6 чоловік.